# In eminenti apostolatus specula
In eminenti apostolatus specula és una butlla papal signada per Climent XII el 28 d'abril de 1738, que prohibeix als catòlics donar el seu nom com a membres d'associacions francmaçòniques. És el primer document d'un pontífex pel qual es condemna als francmaçons a la pena d'excomunió.

La butlla té el seu origen en l'augment del nombre de membres en associacions maçòniques que defensaven idees que l'Església considerava perilloses per al manteniment del seu poder. Una de les figures que més recel provocaven a la cúria en aquests moments era un antiquari prussià, Philipp von Stosch (22 de març de 1691 – 7 de novembre de 1757), considerat, per a l'època, un revolucionari que defensava idees de llibertat i que presumia de ser un Liber Murator i membre d'una Lògia Maçònica a Florència. A axò se sumava a més que la filiació a les lògies maçòniques, «escampades al llarg i ample i cada dia creixent i enfortint-se» es trobaven obertes a tothom sense importar la seva religió o secta, i obligats a guardar els seus secrets. La lògica en el cor de la butlla s'expressa com segueix:
| «         | Verum cum ea sit sceleris natura, ut se ipsum prodat et clamorem edat sui indicem, hinc societates seu conventicula praedicta vehementem adeo fidelium suspicionem ingesserunt, ut iisdem aggregationibus nomen dare apud prudentes et probos idem omnino sit ac pravitatis et perversionis notam incurrere; nisi enim male agerent, tanto nequaquam odio lucem haberent. | Donat que la natura del crim és tal que posa sobre avís i produeix un clam que el traeix, per aquest motiu, les societats o conventícoles esmentades han inspirat en els cors dels fidels una desconfiança tan fort que adherir-se a aquestes associacions, per part de persones prudents i honestes, es considera com tirar-se a sobre una fama de maldat i perversió. De fet, si no estiguessin actuant malament, no tindrien un odi tan gran per la llum. | » |
| — DZ 2511 | | |   |

La butlla assenyala a continuació que el rumor cada vegada havia causat a diversos governs, considerar com una amenaça per a la seva pròpia seguretat a aquestes associacions i que haurien de «ser eliminats amb prudència». Un perill concret serien les normes privatives dels seus membres, en les quals «no són reprensibles per sancions civils o canòniques».
Com a resultat, tota participació catòlica en la Maçoneria va ser prohibida, i els bisbes devien a procedir en contra seva «així com inquisidors de l'heretgia… una crida a ser ajuda del braç secular», en part a causa del seu caràcter secret ja conegut.
Va ser el primer d'una sèrie de documents papals, en un moviment antimodernista contra associacions liberals, secrets o no, que preconitzaven, entre d'altres, idees com el lliure examen, la llibertat religiosa i la separació de l'Església i l'Estat. El 1825, Lleó XII va confirmar les idees de Climent XII en la butlla Quo Graviora, a la qual va donar un ultimatum, «abjurar o excomunió», el 1832 Gregori XVI va continuar l'acció catòlica contra de la francmaçoneria amb l'encíclica Mirari vos a la qual va reiterar l'excomunió així com Lleó XIII amb la butlla Humanum Genus del 20 d'abril de 1884.